# Anoxybacillus rupiensis
Espèce
Anoxybacillus rupiensis est une des espèces du genre bactérien Anoxybacillus. Cette espèce est formée de bacilles à Gram négatif de la famille des Bacillaceae. Ces bactéries font partie de l'ordre des Caryophanales présentes dans le phylum des Bacillota.

## Historique
C'est dans le sud-ouest de la Bulgarie, dans des sources d'eaux chaudes du bassin de Rupi qu'a été isolée la souche type de l'espèce Anoxybacillus rupiensis.

## Taxonomie

### Étymologie
L'étymologie de cette espèce Anoxybacillus rupiensis est la suivante : ru.pi.en’sis N.L. masc./fem. adj. rupiensis, originaire du bassin de Rupi en Bulgarie où la bactérie a été isolée,.

### Phylogénie
Les analyses phylogénétiques des 500 premières bases de la séquence nucléotidique de l'ARNr 16S de la souche R270 ont confirmé sa proximité avec des espèces d'Anoxybacillus et un peu plus éloigné, avec Geobacillus tepidamans.

## Description
Les bactéries de l'espèce Anoxybacillus rupiensis sont des bactéries thermophiles, aérobies strictes, capables de former des spores et qui sont hémi-organotrophes. La croissance est optimale à une température comprise entre 55 °C et 58 °C à un pH entre 6.0 et 6.5.